# 三夫
《三夫》（英語：Three Husbands）是一部2018年香港導演陳果的劇情長片，為「妓女三部曲」的第三作（前兩部分別為《榴槤飄飄》及《香港有個荷里活》）。於第31屆東京國際影展主競賽單元首映，也是2018年香港亞洲電影節的閉幕片。

## 劇情
本片讲述了一个奇特的妓女在香港的一条船上生活的故事。

## 演員
- 曾美慧孜 飾 小妹
- 陳湛文 飾 四眼／老三
- 陳萬雷 飾 老二
- 麥　強 飾 老大
- 鄧月平 飾 秀明

## 奬項及提名
| 年度   | 颁奖典礼                     | 奖项           | 姓名         | 结果 |
| ------ | ---------------------------- | -------------- | ------------ | ---- |
| 2018年 | 第55屆金馬獎                 | 最佳女主角     | 曾美慧孜     | 提名 |
| 2019年 | 第13屆亞洲電影大獎           | 最佳女主角     | 曾美慧孜     | 提名 |
| 2019年 | 第13屆亞洲電影大獎           | 最佳新演员     | 陳湛文       | 提名 |
| 2019年 | 第13屆亞洲電影大獎           | 最佳導演       | 陳果         | 提名 |
| 2019年 | 第25屆香港電影評論學會大獎   | 最佳導演       | 陳果         | 獲獎 |
| 2019年 | 第25屆香港電影評論學會大獎   | 最佳電影       | 《三夫》     | 獲獎 |
| 2019年 | 第25屆香港電影評論學會大獎   | 最佳編劇       | 陳果、林紀陶 | 提名 |
| 2019年 | 第25屆香港電影評論學會大獎   | 最佳女演員     | 曾美慧孜     | 獲獎 |
| 2019年 | 第12屆香港電影導演會年度大獎 | 最佳女主角     | 曾美慧孜     | 獲獎 |
| 2019年 | 第2屆最港電影大獎            | 最港導演       | 陳果         | 提名 |
| 2019年 | 第2屆最港電影大獎            | 最港電影       | 《三夫》     | 提名 |
| 2019年 | 第2屆最港電影大獎            | 我最喜愛港片   | 《三夫》     | 提名 |
| 2019年 | 第二屆MOVIE6全民票選電影大獎 | 最佳電影       | 《三夫》     | 提名 |
| 2019年 | 第二屆MOVIE6全民票選電影大獎 | 最佳女主角     | 曾美慧孜     | 提名 |
| 2019年 | 第二屆MOVIE6全民票選電影大獎 | 最佳新演員     | 陳湛文       | 提名 |
| 2019年 | 第二屆MOVIE6全民票選電影大獎 | 最佳導演       | 陳果         | 提名 |
| 2019年 | 香港電影我撐場民選大獎2019   | 我最撐電影大獎 | 《三夫》     | 提名 |
| 2019年 | 香港電影我撐場民選大獎2019   | 我最撐女主角   | 曾美慧孜     | 提名 |
| 2019年 | 香港電影我撐場民選大獎2019   | 我最撐新晉演員 | 陳湛文       | 提名 |
| 2019年 | 香港電影我撐場民選大獎2019   | 我最撐導演     | 陳果         | 提名 |
| 2019年 | 香港電影編劇家協會大奬2019   | 最佳角色演繹獎 | 曾美慧孜     | 獲獎 |
| 2019年 | 第38屆香港電影金像獎         | 最佳電影       | 《三夫》     | 提名 |
| 2019年 | 第38屆香港電影金像獎         | 最佳導演       | 陳果         | 提名 |
| 2019年 | 第38屆香港電影金像獎         | 最佳女主角     | 曾美慧孜     | 獲獎 |
| 2019年 | 第38屆香港電影金像獎         | 最佳新演員     | 陳湛文       | 提名 |

## 政治隐喻
- 片头老三在色情KTV里自称住在大屿山，并在角色互动的台词中引出并描述了人鱼盧亭。从小妹不善人言，爱水爱鱼的特点可以推断她就是卢亭后代。作为土生土长于港岛的土著生物，小妹就代表了香港。而老大，老二，老三则分别代表清朝（生父），大英帝国（前夫）和中华人民共和国（丈夫）。老大清朝生下香港却给不了保护和照顾，还乱伦使小妹生子。老二英国虽然曾带给香港繁荣时代，却日暮西山（断了右臂的残疾人），为了钱把妻子卖给老三。老三中国想把香港带去陆地住楼房过正常夫妻生活（社会主义），人鱼小妹却离不开水和阳光，也无法忍受邻居歧视的目光（中港制度隔阂）。影片结尾播放港珠澳大桥通车新闻，暗示中港将彻底融为一体，变成一国一制。而漂无定所的四人乘在一叶孤舟，不知要落脚何方，画面变为黑白色，只有小妹身上的一抹红纱巾保有颜色，比喻香港终将有希望和未来

- 可以有另一演繹：大陸（小妹），澳門（老二），臺灣（老大）和香港（老三）。老二嗜賭（澳門靠賭業支撐經濟）；老大是小妹生父，及後離去再回來（臺灣的國民政府雖然於民國時代給予共產黨出現，但自1949年之後分治，到後來兩岸再恢復往來）；老三最後娶了小妹（指香港於1997年與大陸結合，當初單純地對大陸充滿憧憬和情懷，及後認清現實）。三夫本以為可以滿足小妹＂需要＂（經濟與物資），當現實與願景相違時，只好尋求外人協助，向外推銷小妹，並從中獲取利益。末段港珠澳大橋的出現，表達現實是四地朝著融合方向發展，但背景中穿插住大橋負面新聞報導，表明共融在現實上需要不菲的代價。

## 外部連結
- 香港影庫上《三夫》的資料（繁體中文）
- 豆瓣电影上《三夫》的資料 （简体中文）
- 開眼電影網上《三夫》的資料（繁體中文）
- 互联网电影数据库（IMDb）上《三夫》的资料（英文）